# Ramnulf II. (Poitou)
Ramnulf II. von Poitou, auch Ranulf oder Rainulf genannt, († 3. oder 5. August 890) war ein Graf von Poitou aus der Familie der Ramnulfiden. Er war ein Sohn des Grafen Ramnulf I. und dessen Ehefrau Bilchilde, einer Tochter des Grafen Roricos I. von Maine.

## Leben
Nach dem Tod seines Vaters (er fiel 866 in der Schlacht von Brissarthe) wurden Ramnulf und seine Brüder Gauzbert und Ebalus von Bernhard von Gothien aus dem Poitou verdrängt (868). Sie fanden am Hof des aquitanischen Unterkönigs Ludwig der Stammler Zuflucht, auch noch, als dieser 872 von Karl dem Kahlen unter die Vormundschaft Bernhards und anderer gestellt wurde. Nachdem Karl der Kahle 877 gestorben war und Ludwig der Stammler dessen Nachfolge im Gesamtreich angetreten hatte, wurde Bernhard von Gothien nach einer erfolglosen Revolte vertrieben, worauf Ramnulf sein väterliches Erbe wieder in Besitz nehmen konnte.
Ludwig der Stammler starb 879 und sein im gleichen Jahr geborener Sohn Karl der Einfältige wurde dem Schutz Ramnulfs bzw. dessen Gewalt anvertraut. Nach der Absetzung Kaiser Karls des Dicken (887) verweigerte Ramnulf dem gewählten König Odo die Anerkennung, protegierte hingegen seinen Schützling Karl den Einfältigen. Er regierte fortan im westlichen Aquitanien als eigenständiger Fürst, weswegen ihm in den Annales Fuldenses der Titel König von Aquitanien zugesprochen wurde. Nachdem sich Odo nördlich der Loire weitestgehend durchgesetzt hatte, versöhnte sich Ramnulf mit ihm Anfang 889. Er behielt seine königsgleiche Stellung und wurde in den Annales Vedastini als „dux maximae partis Aquitaniae“ (Herzog des größten Teils von Aquitanien) genannt. Dabei ist zu beachten, dass Ramnulf diese Würde weder verliehen bekam, noch er selbst je usurpiert hatte. Der erste Fürst Aquitaniens war zudem Wilhelm der Fromme, mit dem Ramnulf in Freundschaft verbunden war. Die Titulierung als Dux sollte lediglich Ramnulfs herausragende Machtstellung verdeutlichen.
Ramnulf gründete in seinem Machtbereich Vizegrafschaften, darunter auch die Vizegrafschaft Thouars, um sein Land besser vor den Überfällen der Wikinger zu schützen. Ramunlf galt trotz seines Ausgleichs mit König Odo stets als dessen größte Bedrohung. Als er im Jahre 890 während eines Treffens mit dem König starb, wurde Odo unter anderem von Ademar von Chabannes des Giftmordes verdächtigt. 
Ramnulfs Ehefrau hieß Ada; sie ging nach seinem Tod in ein Kloster. Ihr Grabmal befindet sich in Poitiers in einem Museum. Sie hatten einen Sohn, Ramnulf III., der aber wohl im Jahr 901 ohne Nachkommen starb. Daneben hatte Ramnulf II. einen unehelichen Sohn, Ebalus Mancer, der ihm im Poitou folgte.